# Геринг, Карин

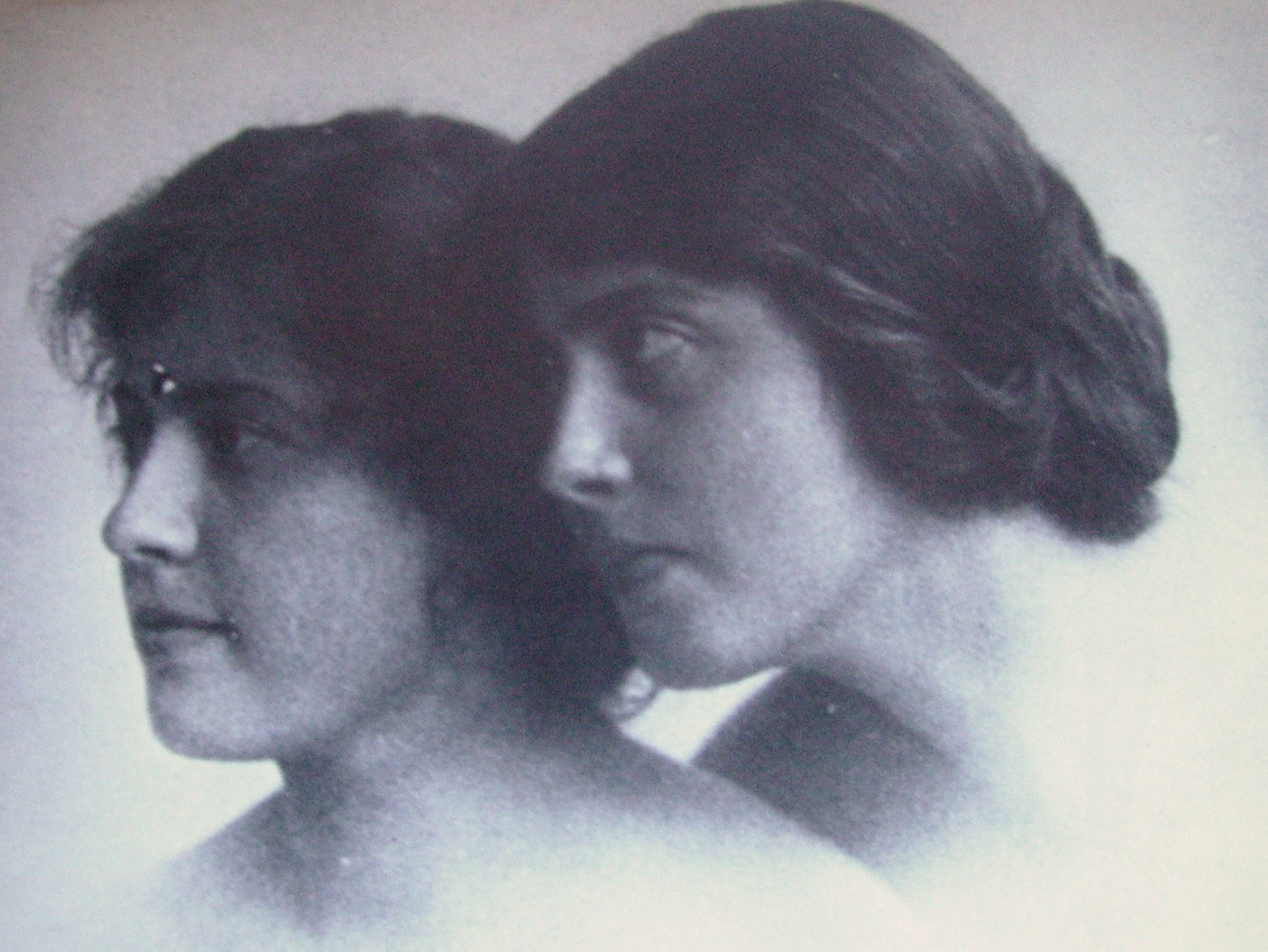
Карин (слева) и её сестра Лили

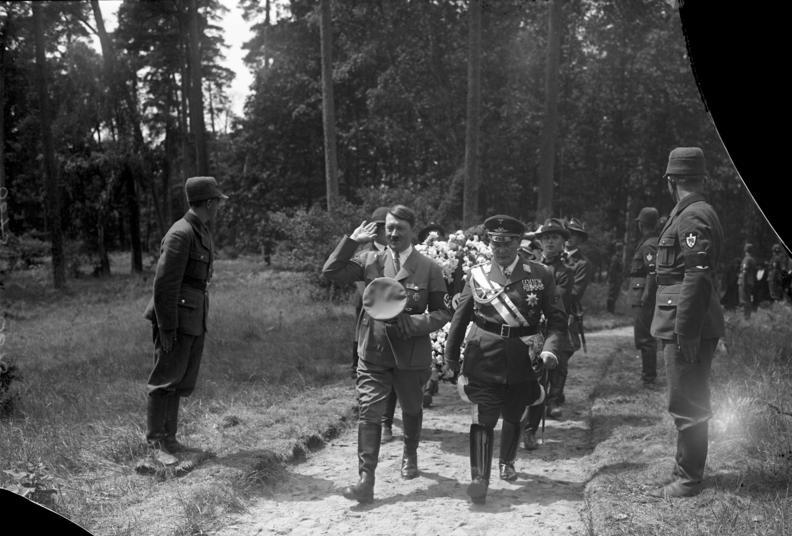
Церемония перезахоронения останков Карин в Каринхалле

Ка́рин Ге́ринг (нем. Carin Göring, урожд. Фок (Fock), в первом браке фон Кантцов (von Kantzow); 21 октября 1888, Стокгольм — 17 октября 1931, Стокгольм) — первая супруга Германа Геринга.

## Биография
Карин родилась в семье полковника, командира полка, барона Карла Фока и его жены-ирландки. Семья Фок эмигрировала из Вестфалии в Швецию в XIX веке. У Карин было четыре сестры: Мария, Лили, Эльза и Фанни. В 1910 году Карин Фок вышла замуж за профессионального офицера и олимпийского чемпиона Нильса Густава фон Кантцова; в 1913 году у них родился единственный сын Томас.
В феврале 1920 года Карин фон Кантцов гостила у сестры Мари фон Розен в замке Рокельстад, где познакомилась с Германом Герингом, одним из лучших лётчиков-истребителей в Первую мировую войну. Геринг в это время служил пилотом в шведской авиакомпании Svenska Lufttrafik и доставил самолётом в замок зятя Карин графа Розена. Между Карин и Герингом, который был младше её на четыре года, вспыхнули чувства, и уже спустя несколько месяцев они вместе отправились в Мюнхен, где Геринг представил Карин своей матери. Франциска Геринг осудила сына за разрушение семьи и потребовала прекратить эти отношения, несмотря на то, что в своё время и сама оказывалась в любовном треугольнике.
Любовная связь между Карин и Герингом продолжилась, в декабре 1922 года Карин развелась с супругом и уже в следующем месяце, 3 января 1923 года вышла замуж за Геринга. Её сын Томас остался в Швеции. Благодаря финансовой поддержке бывшего супруга Карин Геринги приобрели небольшую виллу в зелёном предместье Мюнхена. Страдавшая астмой, стенокардией и ревматизмом Карин не могла долго находиться в городских условиях. Нильс фон Кантцов даже предоставил бывшей жене автомобиль с шофёром.
Вскоре после этого Геринг познакомился с Адольфом Гитлером и погрузился в партийную работу. Карин Геринг обожала Гитлера, считая его рыцарем и «гением, исполненным любви к правде», и возлагала на него большие надежды. Во время Пивного путча Геринг получил серьёзное ранение и в австрийской больнице пристрастился к морфину. После путча Геринги были объявлены в розыск и поэтому переехали в Швецию. Там Геринг на средства тестя прошёл несколько курсов лечения от наркомании. В 1925 году был признан здоровым и выписан, но уже вскоре у него произошёл рецидив.
В 1928 году Геринг возглавил избирательный список НСДАП, и его дела пошли снова в гору. Карин вернулась из Швеции в Берлин, где вместе с мужем переживала его новые победы. Карин погрузилась в яркую общественную жизнь. Но она уже была смертельно больна, и вскоре продолжать публичную жизнь ей не позволило состояние здоровья. Летом 1931 года Геринги отправились в Швецию, а 25 сентября внезапно умерла мать Карин. Карин не оправилась от этого шока и умерла спустя несколько недель, 17 октября 1931 года, от сердечной недостаточности. Карин похоронили в Швеции. После якобы произошедших актов вандализма прах Карин был перевезён в специально возведённый мавзолей в поместье Геринга Каринхалл.
В конце апреля 1945 года Геринг приказал взорвать Каринхалл вместе с мавзолеем, чтобы избежать его оккупации Красной армией. Останки Карин были предварительно перезахоронены в ближайшем лесу. Лесное захоронение было обнаружено лесником, под чужим именем останки были перевезены в Берлин, кремированы, перевезены в Швецию и захоронены на прежнем месте.